# 恩贝拉-沃南原住民区
恩贝拉-沃南 （Emberá-Wounaan）是巴拿馬的一個省级原住民区，位於該國東部。1983年11月8日自達連省分出，為兩個不相連的部分。面積4,384平方公里，2006年估計人口9,359人。首府烏尼翁喬科。
下分2縣、5市。

## 历史
在殖民时期，这些印第安人，包括恩贝拉族和沃南族，在其他名称下被称为：西塔拉斯、齐兰比拉斯、西塔比拉斯、乔科斯等。他们大约在18世纪从哥伦比亚的乔科地区来到了这个地峡。最近的研究表明，在哥伦布到达之前，他们可能居住在巴西的土地上。